# Berardino Rota
Pour les articles homonymes, voir Rota.
Berardino Rota est un poète italien, né à Naples en 1509 et mort en 1575.
Du regret que lui causa la perte de sa femme, il devint militaire.

## Œuvres
Il a laissé des élégies, des sylves, des épigrammes, des sonnets, qui l'ont fait placer près de Pétrarque, et des églogues marines qui lui ont valu le titre de créateur du genre piscatoresque. La meilleure édition de ses Œuvres est de Mazio, Naples, 1726.